# Santa Bárbara (Huehuetenango)
Santa Bárbara é uma cidade da Guatemala do departamento de Huehuetenango.